# Xevious 3D/G
Xevious 3D/G (ゼビウス 3D/G Zebiusu Suri Di Ji?) es un videojuego de tipo matamarcianos lanzado por Namco, originalmente como arcade, en abril de 1996 solamente en Japón. Después, fue publicado para la videoconsola PlayStation en 1997 como Xevious 3D/G+.